# 格拉布斯 (阿肯色州)
格拉布斯（英語：Grubbs）是一個位於美國阿肯色州傑克遜縣的城市。

## 地理
格拉布斯的座標為35°39′03″N 91°04′27″W / 35.65083°N 91.07417°W，而該地的平均海拔高度為70米（即230英尺）。

## 人口
根據2020年美國人口普查的數據，格拉布斯的面積為1.47平方千米，皆為陸地。當地共有人口301人，而人口密度為每平方千米204人。